# Walsall Wood
Walsall Wood – osada w Anglii, w West Midlands, w dystrykcie Walsall. Leży 5,6 km od miasta Walsall, 16,4 km od miasta Birmingham i 177 km od Londynu. W 1951 roku civil parish liczyła 9094 mieszkańców.